# G5 Sahel
Il G5 Sahel o "G5S" è un quadro istituzionale di coordinamento e monitoraggio della cooperazione regionale in materia di politiche di sviluppo e sicurezza, fondata durante un summit del 15 gennaio 2014 da cinque stati del Sahel: Mauritania, Mali, Burkina Faso, Niger e Ciad.
Il G5S si è dotato di una convenzione firmata il 19 dicembre 2014, mentre la sede del proprio segretariato permanente si trova in Mauritania. La funzione di segretario permanente è affidata al Niger.
Il G5S discute in riunioni di diverso ambito, tra le quali l'ambito militare è presieduto dagli stati maggiori delle forze armate degli Stati membri.
Tale quadro istituzionale presenta la particolarità, se comparato ad altre organizzazioni, di collegare in maniera importante lo sviluppo economico e la sicurezza, essendo gli Stati membri (...) consapevoli dell'interdipendenza tra i problemi di sicurezza e quelli dello sviluppo (...), e coinvolge gli Stati del Sahel direttamente minacciati dalle varie organizzazioni jihaidiste della regione, cioè al-Qāʿida nel Maghreb islamico (AQMI), il Movimento per l'Unicità e il Jihad nell'Africa Occidentale (MUJAO), al-Murābiṭūn e Boko Haram.
Tra le partnership strategiche del G5 Sahel si trova anche la cooperazione in materia di sicurezza con i contingenti dell'operazione Barkhane, guidata dalla Francia. Nonostante le voci su un possibile parziale ritiro delle proprie unità, durante il summit G5S del febbraio 2021 il governo di Parigi ha riconfermato il proprio impegno alla cooperazione militare, alla quale partecipano anche le forze dei partner dell'Unione europea.
Nel 2022, il Ciad, che detiene la presidenza del G5 Sahel, dovrebbe cedere il passo al Mali, che ne prenderà il posto. Ma alcuni Paesi dell'alleanza si sono opposti alla presidenza del Mali a causa della situazione politica del Paese (che ha visto due colpi di Stato nell'agosto 2020 e nel maggio 2021). In risposta a questa opposizione, le autorità maliane hanno annunciato, in un comunicato stampa firmato dal Ministero dell'Amministrazione territoriale e del Decentramento e trasmesso dalla televisione pubblica il 15 maggio 2022, che "il governo del Mali ha deciso di ritirarsi da tutti gli organismi e le autorità del G5 Sahel, compresa la Forza congiunta" e ha denunciato la "strumentalizzazione"  . Nell'agosto 2023, il presidente della Mauritania Mohamed Ould Ghazouani, che presiede il G5 Sahel, ha dichiarato di "deplorare il ritiro del Mali" e di "sperare che sia molto temporaneo".